# Komsomolsk de l'Amur
Komsomolsk de l'Amur (en rus: Комсомольск-на-Амуре) és una ciutat de Rússia al krai de Khabàrovsk, al costat esquerre del riu Amur. És el major centre industrial del Districte Federal de l'Extrem Orient: hi destaca la indústria siderúrica, el refinat petrolífer, unes drassanes i una fàbrica d'avions. És una important connexió ferroviària de la línia Baikal-Amur. Connecta, cap a l'oest amb Tinda, cap a l'est amb Sovétskaia Gàvan i cap al sud amb Khabàrovsk i el tren transsiberià.

## Geografia i clima
Està a 348 km de Khabàrovsk, la capital del districte. Les temperatures reflecteixen un clima molt continental amb una banda de 50 °C de diferència entre les mínimes i les màximes. Al gener la temperatura mitjana és de 21,5 °C sota zero i el juliol de 18,7 °C positius.

## Història

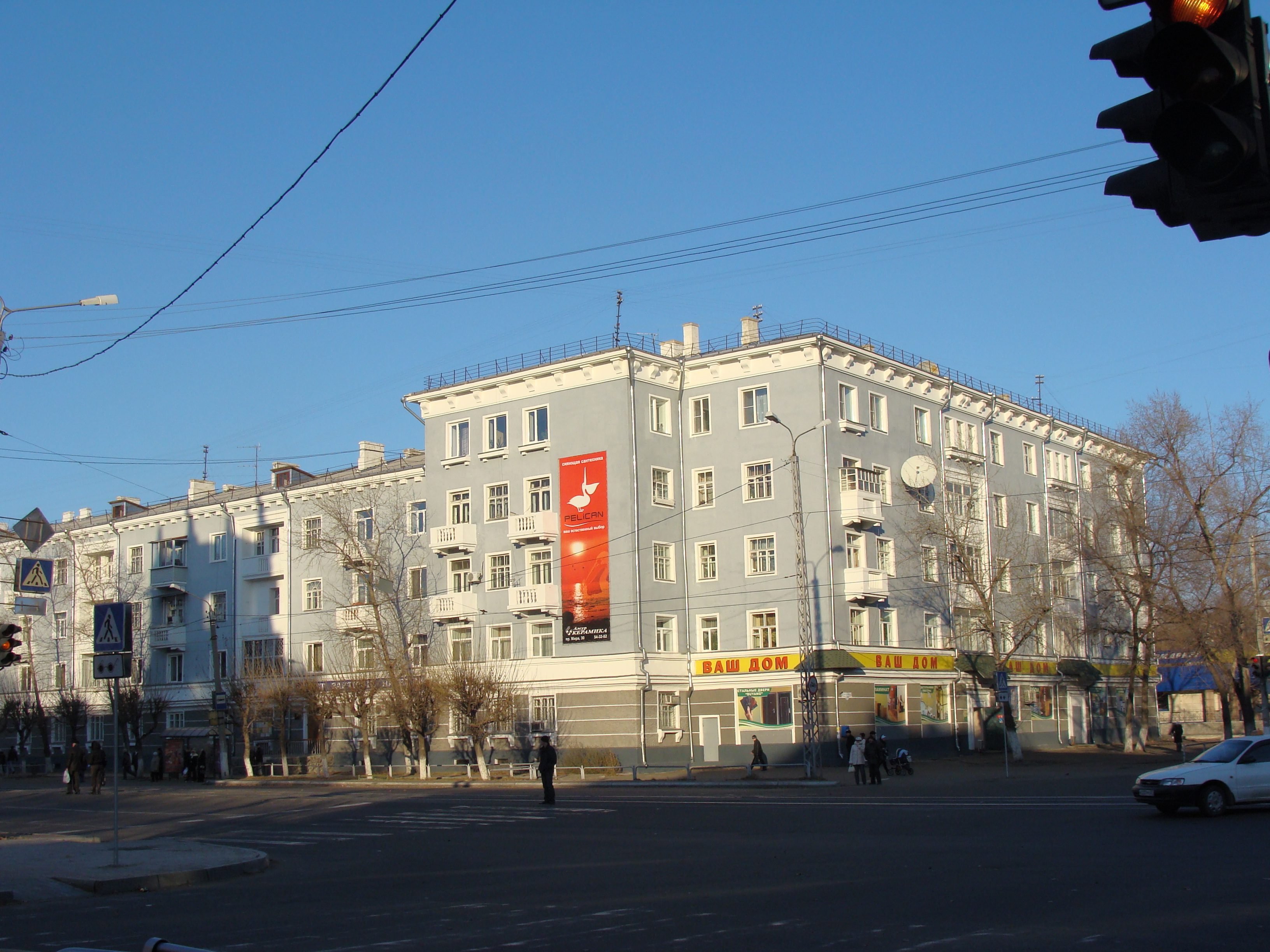
Un carrer de Komsomolsk de l'Amur

Va ser conquerida pels mongols durant el segle xiii, a mitjan segle xix el tractat d'Aigun la va cedir a l'Imperi Rus. Rep el nom actual de la joventut comunista russa (Komsomol) amb el sufix na Amure (sobre l'Amur) per diferenciar-la d'altres ciutats que es deien Komsomolsk. Actualment Komsomolsk na Amure és un important centre industrial de maquinària i metal·lúrgia sobretot.